# Alfabetismo en salud mental

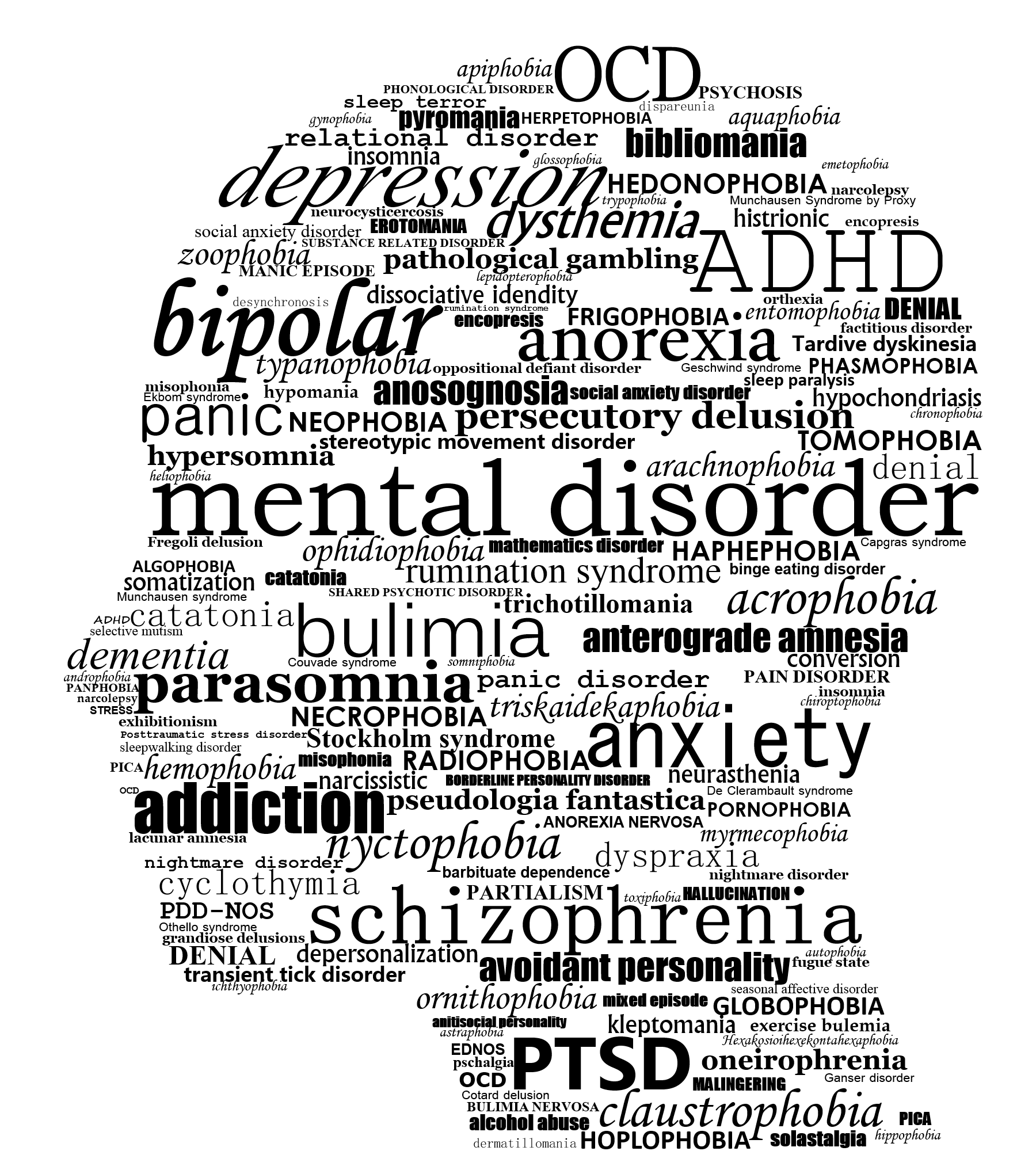
Una imagen que muestra algunas de las múltiples enfermedades mentales que se conocen.

El alfabetismo en salud mental se ha definido como «conocimiento y creencias sobre los trastornos mentales que ayudan a su reconocimiento, manejo o prevención. Este alfabetismo incluye la capacidad de reconocer trastornos específicos; saber cómo buscar información sobre salud mental; conocimiento de los factores de riesgo, de los autotratamientos y de la ayuda profesional disponible; y actitudes que promuevan el reconocimiento y la búsqueda de ayuda adecuada». El concepto de alfabetismo en salud mental se derivó del alfabetismo sanitario, cuyo objetivo es aumentar el conocimiento del paciente sobre la salud física, las enfermedades y los tratamientos.
Estrictamente no cabe diferenciar entre "salud física" y "salud mental", ya que toda enfermedad "mental" ha de tener una causa física, en el cuerpo de la persona que la padece. Lo que pasa es que, en muchos casos, se desconoce esa causa. Culturalmente, sin embargo, sí que se ha diferenciado, y el conocimiento y los tratamientos están así divididos, por lo que se trata de un planteamiento útil.

## Marco
El alfabetismo en salud mental tiene 3 componentes principales: reconocimiento de las diferentes enfermedades mentales, conocimiento sobre ellas y actitudes. Un marco conceptual de alfabetismo en salud mental ilustra las conexiones entre los componentes, y cada uno se configura como un posible objetivo para la medición o la intervención.
Mientras que algunos investigadores se han centrado en un solo componente, otros se han centrado en varios o en las conexiones entre ellos. Por ejemplo, un investigador puede centrarse únicamente en mejorar el reconocimiento de los trastornos a través de un programa educativo, mientras que otro investigador puede centrarse en integrar los tres componentes en un solo programa.

## Alfabetismo y alfabetización
En la Wikipedia, alfabetismo (de todo tipo, no solo en salud mental) remite a alfabetización. Pero la RAE diferencia estos dos términosː el alfabetismo es el «conocimiento básico de la lectura y la escritura» (una situación), mientras que la alfabetización es la «acción y efecto de enseñar a leer y escribir» (una acción). Por tanto, no tiene sentido hablar de campañas de alfabetismo en salud mental (sí de alfabetización en salud mental). El alfabetismo en salud mental es un grado de conocimiento, que se puede medir, mientras que la alfabetización en salud mental es un conjunto de acciones que tienen como objetivo elevar este grado.

### Reconocimiento
El reconocimiento puede dividirse en advertencia de los síntomas y determinación de la enfermedad mental que los causa. El reconocimiento de síntomas es la capacidad de detectar creencias, comportamientos y otras manifestaciones físicas de enfermedades mentales, sin saber explícitamente a qué trastorno se vinculan. El reconocimiento de enfermedades específicas es la capacidad de identificar el trastorno mental, como el trastorno depresivo mayor .
El reconocimiento de la diferencia entre el conocimiento y las actitudes es una parte fundamental del marco de alfabetismo en salud mental. Si bien algunos esfuerzos se han centrado en promover el conocimiento, otros investigadores han argumentado que cambiar las actitudes para reducir el estigma de la enfermedad mental es una forma más productiva de que la población cambie significativamente su utilización de la atención a la salud mental. En general, ambos enfoques mejoran los resultados.

### Conocimiento
El conocimiento es el mayor componente del alfabetismo en salud mental. Las áreas fundamentales de este componente son:
- Cómo obtener información: las redes y los sistemas que utilizan las personas para obtener información sobre los trastornos mentales. Esto puede incluir amigos, familiares, educadores o fuentes más amplias, como entretenimiento o redes sociales.
- Factores de riesgo: qué factores ponen a las personas en mayor riesgo de trastornos de salud mental específicos. Los factores de riesgo pueden ser desempleo, bajos ingresos, falta de educación, falta de vivienda, discriminación, estrés, falta de relaciones sociales, violencia[10] o abuso de sustancias.
- Causas de los trastornos mentales
- Autotratamiento o autoayuda (en inglés self-help, que se traduciría por autoayuda, pero este término controvertido, que en la Wikipedia está redirigido a Desarrollo personal, se usa más en español para personas física y mentalmente sanas que quieren potenciar algún aspecto): qué es lo mejor que pueden hacer las personas que padecen trastornos mentales para ayudarse a sí mismas a recuperarse sin consultar con profesionales, incluido el uso de libros y medios de autotratamiento. Sin embargo debe tenerse en cuenta que muchos autotratamientos son bastante ineficaces, e incluso pueden ser perjudiciales por falta de conocimiento.[11]
- Ayuda profesional: dónde obtener ayuda profesional y cuál está disponible.

### Actitudes
Las actitudes se estudian en dos subcomponentes: actitudes sobre los trastornos mentales (o sobre las personas que los padecen), y actitudes sobre la búsqueda de ayuda profesional. Las actitudes pueden variar mucho entre individuos y, a menudo, pueden ser difíciles de medir o de abordar con una intervención. No obstante, existen numerosas investigaciones sobre ambos subcomponentes, aunque no siempre vinculadas explícitamente al alfabetismo en salud mental.
Investigaciones recientes reconocen que las diversas actitudes de los profesionales de la salud mental hacia el pronóstico, los resultados a largo plazo y la probabilidad de discriminación son más negativas que las de la gente en general. Las actitudes de estos profesionales hacia las intervenciones también difieren, pero esta variabilidad suele estar relacionada con la orientación profesional.

## Opinión de la población sobre las enfermedades mentales
En varios países se han llevado a cabo encuestas entre la población para determinar el grado de alfabetismo en salud mental. Estas encuestas demuestran que la gente no sabe reconocer los trastornos mentales y revelan creencias negativas sobre algunos tratamientos psiquiátricos estándar, en particular los medicamentos. En cambio, los métodos psicológicos, complementarios y de autotratamiento son vistos de forma mucho más positiva. La gente tiende a preferir los autotratamientos y las intervenciones en el estilo de vida, frente a las intervenciones médicas y psicofarmacológicas.
Las implicaciones de las actitudes generales hacia los trastornos mentales incluyen estereotipos negativos, prejuicios o estigma. Esto puede influir en el comportamiento de búsqueda de ayuda o en la falta de búsqueda de tratamiento. En Canadá, una encuesta nacional encontró que los hombres adultos jóvenes tienden a manejar sus problemas individualmente y es menos probable que busquen ayuda formal.
La influencia de los medios juega un papel muy importante en la perpetuación de la visión negativa de la enfermedad mental, por ejemplo por atribuirle características amenazantes. Un estudio reciente destaca cómo la mayoría de los participantes consideran que los medios de comunicación son la fuente principal de sus creencias sobre la asociación de las enfermedades mentales con la violencia, y cómo esta actitud es más frecuente en el caso de las enfermedades mentales graves.
El miedo y la percepción del peligro relacionado con las enfermedades mentales han aumentado en las últimas décadas, en gran parte debido a que enfermedades mentales graves, como la esquizofrenia, se consideran potencialmente violentas y dañinas para los demás. Estas creencias pueden constituir una barrera para que el enfermo busque ayuda y para que sea apoyado por su entorno.
Esto plantea dos situaciones negativasː por un lado, cuanto antes sea detectada la enfermedad mental y se inicie su tratamiento, mayor es la probabilidad de que sea exitoso. Si no hay conocimiento de los síntomas, o existe reticencia a buscar ayuda, es más difícil. Por otro lado, una vez diagnosticada correctamente la enfermedad mental y con el tratamiento en marcha, es más probable que tenga éxito si el paciente recibe el apoyo de su entorno y es aceptado. La actitud social negativa hacia estos padecimientos dificulta este apoyo y esta aceptación.

## Medición del alfabetismo en salud mental
Los investigadores han medido este conocimiento de varias maneras. Las metodologías habituales incluyen estudios de viñetas y pruebas de rendimiento (achievement). Los estudios de viñetas miden el alfabetismo en salud mental mostrando una historia breve y detallada de una persona (o personas) con un problema de salud mental, y haciendo preguntas a los participantes sobre qué problema puede estar experimentando la persona y, a veces, preguntas adicionales sobre cómo la persona puede ayudarse a sí misma.
Las pruebas de rendimiento tienen generalmente el formato de preguntas de opción múltiple o verdadero/falso. Cuantas más preguntas se contesten correctamente, mayor es el conocimiento sobre enfermedades mentales, y por tanto, mayor es el alfabetismo en salud mental.
Se han creado varias escalas para medir los diversos componentes del alfabetismo en salud mental, aunque no todas están validadas. También se ha medido este alfabetismo en diferentes poblaciones, que varían en edad, cultura y profesión. La mayoría de los estudios se han centrado en las poblaciones de adultos y jóvenes, aunque mejorar el alfabetismo en salud mental de los niños ha sido un objetivo de los esfuerzos de prevención de enfermedades mentales.

## Limitaciones
El bajo alfabetismo (general, de lectura y escritura) en una población es una preocupación relevante, ya que, en el nivel más básico, el alfabetismo específico en salud mental está vinculado con el alfabetismo general. Sin esta base, la alfabetización en salud mental, que generalmente se lleva a cabo con materiales compuestos de imágenes y textos —que además pueden contener palabras inusuales— presenta dificultades mucho mayores. Un programa eficaz de alfabetización en salud mental debe tener en cuenta el grado de alfabetismo general de la población a la que va dirigido, y aumentarlo si es insuficiente.
Las poblaciones pueden ser heterogéneas, lo que significa que se deben abordar las barreras, como los contextos culturales y sociales. Dentro de las diferentes culturas que componen una población, y también entre ellas, los factores sociales, económicos y políticos influyen profundamente en la salud mental. Existen numerosos factores ambientales y socioeconómicos que afectan a la salud mental, al igual que otros factores influyen en la salud física. Algunos de estos factores son los ingresos, la educación y el apoyo social. Para determinar la influencia exacta de cada factor se necesita más investigación.
Reconocer los trastornos mentales poco comunes es otro obstáculo para alcanzar un grado satisfactorio de alfabetismo en salud mental. Investigaciones recientes muestran que la mayoría de los estudios se limitan a identificar la depresión, la ansiedad generalizada y la esquizofrenia. En un estudio canadiense reciente, la mayoría de los participantes demostraron un buen alfabetismo en salud mental con respecto a la mayoría de los trastornos de salud mental, pero una comprensión deficiente del trastorno de pánico. Se necesita una mayor conciencia sobre los trastornos mentales menos representados o menos comunes para ampliar el conocimiento público.
Una limitación final es la falta de investigación sobre el alfabetismo en salud mental infantil, ya que la mayoría de los estudios se centran en adultos y adolescentes. Si quienes cuidan a los niños no están capacitados para reconocer sus trastornos mentales y apoyarlos en su tratamiento, esto podría llevar a pronósticos erróneos o tratamientos retrasados. Se podría llevar a cabo una iniciativa de alfabetización en salud mental infantil (CMHL, por sus siglas en inglés) dirigida a todos los adultos, así como a los padres, maestros, profesionales sanitarios y a los propios niños.

## Enfoques de mejora
Se han sugerido y ensayado varias formas de mejorar el alfabetismo en salud mental. Las siguientes han probado su eficacia:
1. Campañas generales. Algunos ejemplos son beyondblue[24] (literalmente "más allá del azul", color que, en inglés se asocia a la tristeza y la depresión) o la Estrategia brújula[25] en Australia, la Campaña para derrotar a la depresión[26] en el Reino Unido y la Alianza de Núremberg contra la depresión[27] en Alemania.
2. Intervenciones basadas en la escuela. Estos incluyen MindMatters[28] (literalmente "la mente importa", pero también "asuntos mentales") y Educación sobre la enfermedad mental[29] en Australia, o la Guía curricular universitaria sobre salud mental en Canadá.[30]
3. Programas individuales de formación. Estos incluyen capacitación en primeros auxilios para la salud mental[31] y capacitación en habilidades para la prevención del suicidio.[32] Las iniciativas que fomenten el empoderamiento y la elección también serían beneficiosas, como la terapia autodirigida basada en la web.[12]
4. Sitios web y libros dirigidos al público. Existe evidencia de que tanto los sitios web como los libros pueden mejorar el alfabetismo en salud mental.[33][34] Sin embargo, la calidad de la información en los sitios web a veces puede ser baja.[35]
5. Alianza entre los profesionales de la salud mental y los pacientes. Al crear una asociación, los profesionales pueden promover las buenas prácticas, la elección informada y la comprensión de todos los niveles de conocimiento, por ejemplo traduciendo los resultados de las investigaciones a un lenguaje más sencillo.[12]